# Sareen Hairabedian
Sareen Hairabedian (armenisch Սարին Հայրապետյան) ist eine armenisch-jordanische Filmemacherin.

## Karriere
Hairabedians Vorfahren überlebten den Völkermord an den Armeniern und sie wuchs in einer armenischen Gemeinde in Jordanien auf. Ihre Filmkarriere begann 2016 mit dem Kurzfilm When Mickey Came to Town. Darauf folgte 2018 der Kurzfilm We Are Not Done Yet über US-amerikanische Veteranen, die versuchen, ihre Traumata mit Malerei und Musik zu überwinden. Danach hatte sie das Gefühl, über die Menschen ihrer Heimat Bergkarabach berichten zu müssen.
Seit 2018 produzierte sie als Autorenfilmerin den Dokumentarfilm My Sweet Land, in dem es um den Bergkarabachkonflikt aus Sicht des zehnjährigen Vrej geht. Er wurde 2008 nach einer Massenhochzeit mit 700 Paaren geboren, um die Region armenisch zu prägen. Vrej wächst auf und weiß doch, dass er früher oder später als Soldat an die Front muss, um sein Land zu verteidigen. Ursprünglich begleitete Hairabedian drei Familien, entschied sich später aus Gründen der Dramaturgie, nur das Leben von Vrej darzustellen. Der erneute Ausbruch des Konfliktes habe den Film zu einem anderen Ende geführt.
Der Film gewann beim Filmfestival in Amman drei Preise und wurde von Jordanien für den Oscar als bester internationaler Film vorgeschlagen, aber dann auf diplomatischen Druck Aserbaidschans wieder zurückgezogen. Außerdem wurde der Vertrieb des Films in Jordanien verboten. Hairabedian sagte in einem Interview, dass Dokumentarfilme die einzige Möglichkeit seien, um ausgelöschte Geschichte zu dokumentieren.
Hairabedian lebt in New York City und Washington, D.C.

## Filmografie (Auswahl)
- 2016: When Mickey Came to Town (Kurzfilm, Animation)
- 2018: We Are Not Done Yet (Kurzfilm, Regie, Kamera)
- 2024: We Carry On (Kurzfilm, Regie)
- 2024: My Sweet Land (Regie, Produktion, Buch, Kamera, Schnitt)

## Auszeichnungen (Auswahl)
- 2018: GI Film Festival in der Kategorie Bester Dokumentar-Kurzfilm für We Are Not Done Yet
- 2023: GI Film Festival in den Kategorien Bester Dokumentar-Kurzfilm und Women’s Voice Award für We Carry On
- 2024: Dublin International Film Festival in der Kategorie Bester Dokumentarfilm für My Sweet Land
- 2024: Amman International Film Festival: Jurypreis, Publikumspreis und FIPRESCI-Preis für My Sweet Land
- 2024: IDA-Award-Nominierung in den Kategorien Beste Kamera und Bester Schnitt für My Sweet Land
- 2025: DOK.fest-München-Nominierung für den Preis der SOS-Kinderdörfer weltweit für My Sweet Land